# Francesco Casaretti
Francesco Casaretti, né le 29 octobre 1939 à Rome (Latium), est un acteur, réalisateur, dramaturge et essayiste italien.

## Biographie
Après avoir fréquenté l'Académie nationale d'art dramatique Silvio-D'Amico, il a travaillé quelques années comme acteur.
Depuis 1963, il est réalisateur et monteur dans divers programmes culturels télévisés.
En 1968, il écrit et réalise la comédie de science-fiction Mangiala, alternativement titrée Eat It, qui marque les débuts de Paolo Villaggio au cinéma. Le film est interprété par Frank Wolff, dans un double rôle. La musique est signée Ennio Morricone. L'échec du film le pousse à émigrer au Pérou où il réalise une telenovela pendant un an.
De retour en Italie, il recommence à travailler pour la télévision.
En 1976, il fait ses débuts au Teatro di Roma sous la direction de Luigi Squarzina avec sa première comédie, La difficoltà iniziale. En 1977, une autre de ses comédies, Prima del compimento, est jouée par la Compagnia Vittorio Sanipoli-Arnaldo Ninchi.
Depuis le début des années 1980, il se consacre entièrement à l'étude et à la pratique de la philosophie taoïste et, depuis 1992, il a publié neuf essais sur ce sujet.

## Filmographie

### Réalisateur et scénariste
- 1968 : Eat It ou Mangiala

### Acteur de cinéma
- 1959 : Nous sommes tous coupables (Il magistrato) de Luigi Zampa
- 1960 : Les Évadés de la nuit (Era notte a Roma) de Roberto Rossellini
- 1962 : Un alibi per morire (it) de Piero Costa et Roberto Bianchi Montero
- 1976 : Il colpaccio (it) de Bruno Paolinelli

### Acteur de télévision
- 1958 : Aprite: polizia! (it), segment La trappola de Daniele D'Anza
- 1963 : Grandezza naturale (it) de Carlo Lodovici (it)

## Théâtre

### Acteur de théâtre
- 1958 : Romagnola, mise en scène de Luigi Squarzina
- 1960 : Rashomon, mise en scène de Arnoldo Foà

### Dramaturge
- 1976 : La difficoltà iniziale. Teatro di Roma
- 1978 : Prima del compimento, troupe Arnaldo Ninchi-Vittorio Sanipoli
- 2021 :  Milena ovvero Emilie du Chatelet, avec Milena Vukotic, mise en scène de Maurizio Nichetti

## Publications
- Taoismo una via femminile alla conoscenza, Sperling & Kupfer, 1992
- Totò, Tati e il Tao, Sperling & Kupfer, 1993
- Il Tao dell'Eros, Sperling & Kupfer, 1994
- Perché l'Oriente, Sperling & Kupfer, 1995
- Iniziazione all'Amore taoista, Mediterranee, 1999
- Iniziazione al Mondo delle donne, Mediterranee, 2001
- Iniziazione a un Mondo di coccole, Mediterranee, 2004
- Tao e Tantra, Mondadori, 2008
- Taoisti d'Occidente, Mondadori, 2011